# Alto Conselho de Estado (Líbia)
Alto Conselho de Estado (em árabe: المجلس الأعلى للدولة), também conhecido como o Supremo Conselho de Estado, é um órgão consultivo para a Líbia formado sob os termos do Acordo Político Líbio que foi assinado em 17 de dezembro de 2015.  O acordo resultou das conversações de paz apoiadas pelas Nações Unidas e foi aprovado por unanimidade pelo Conselho de Segurança.  O Alto Conselho de Estado deve assessorar o Governo do Acordo Nacional  e a Câmara dos Representantes e pode expressar um parecer vinculativo sobre estes órgãos sob determinadas circunstâncias. Os membros do conselho serão nomeados pelo Congresso Geral Nacional cessante, um órgão formado por membros do Congresso Geral Nacional anterior, que atuou como legislativo da Líbia entre 2012 e 2014. Os membros do conselho se encontraram pela primeira vez em 27 de fevereiro de 2016  e foi formalmente estabelecido em uma cerimônia no Hotel Radisson Blu Al Mahary, em Trípoli, em 5 de abril de 2016.  O conselho mudou-se para a sede do Congresso Geral Nacional, no Centro de Convenções Rixos Al Nasr, em 22 de abril de 2016.  Após confrontos com homens armados leais ao antigo Congresso Geral Nacional, o Alto Conselho de Estado voltou a residir no Hotel Radisson Blu Al Mahary no final de outubro de 2016.